# Jiří Růžek (manažer)
Jiří Růžek (* 27. října 1952 Praha) je bývalý český zpravodajec, v letech 1994–1999 ředitel Vojenského obranného zpravodajství a v letech 1999–2003 ředitel Bezpečnostní informační služby.

## Život
Vystudoval Filozofickou fakultu Univerzity Karlovy, obor historie – filozofie. Pracoval jako knihovník, působil v Orientálním ústavu a Encyklopedickém institutu Československé akademie věd a v 80. letech pracoval také jako lesní dělník.
Po sametové revoluci v roce 1989 byl krátce starostou Dobřichovic. V roce 1990 nastoupil do Úřadu pro ochranu ústavy a demokracie a následně do federální a následně české rozvědky, Úřadu pro zahraniční styky a informace, kde byl náměstkem ředitele. Mezi lety 1994 a 1999 působil jako ředitel Vojenského obranného zpravodajství a v letech 1999–2003 byl ředitelem civilní kontrarozvědky, Bezpečnostní informační služby.
Růžek zdědil v roce 1993 dům na Václavském náměstí v Praze, který pronajal kasinu Happy Day.
Dne 8. května 2024 jej prezident Petr Pavel povýšil do hodnosti brigádního generála ve výslužbě.